# Juan Gutiérrez Martínez
Juan Gutiérrez Martínez (Comillas, Cantabria, 28 de enero de 2000), conocido como Juan Gutiérrez o simplemente Juan, es un futbolista español que juega como defensa central en el C.D. Mirandés de la Segunda División de España.

## Trayectoria
Nació en Comillas y se formó como futbolista en las Instalaciones Nando Yosu del club racinguista. El 30 de agosto de 2017, logró debutar con el primer equipo del Racing de Santander ante la Sociedad Deportiva Leioa en la Copa del Rey. 
En la temporada 2017-18, tras formar parte del filial, jugaría 4 partidos con el primer equipo en la Segunda División B de España y un encuentro de Copa del Rey.
En la temporada 2020-21, el zaguero es cedido en el Club Deportivo Ebro de la Segunda División B de España, con el que disputa 22 partidos y un encuentro de Copa Federación.
En la temporada 2021-22, regresa al Rayo Cantabria de la Segunda RFEF, con el que disputó 26 partidos en el Grupo II y uno de la eliminatoria de ascenso.
El 11 de agosto de 2022, es cedido a la Agrupación Deportiva Ceuta Fútbol Club de la Primera Federación, con el que disputa 23 partidos de liga y 4 de Copa del Rey.
En la temporada 2023-24, regresa al Racing de Santander y sería asignado al Rayo Cantabria de la Segunda RFEF.
Logra debutar con el primer equipo del Racing de Santander el 16 de marzo de 2024 al entrar como suplente en la segunda mitad de una derrota por 0-1 frente al Real Oviedo en la Segunda División.
El 24 de marzo de 2024, jugaría como titular frente al CD Eldense, en un encuentro que acabaría con victoria por dos goles a uno.
El 5 de julio de 2024, pasa a formar parte de la plantilla de Club Deportivo Mirandés.

## Clubes
Actualizado al último partido disputado el 14 de agosto de 2025.
| Club                       | País   | Año       | Partidos | Goles |
| -------------------------- | ------ | --------- | -------- | ----- |
| Rayo Cantabria             | España | 2017-2022 |          |       |
| Racing de Santander        | España | 2017-2024 | 7        | 0     |
| C. D. Ebro (cedido)        | España | 2020-2021 | 23       | 0     |
| A. D. Ceuta F. C. (cedido) | España | 2022-2023 | 27       | 0     |
| C.D. Mirandés              | España | 2024-act  | 39       | 0     |